# Chromosom 10

Chromosom 10 – jeden z 23 parzystych ludzkich chromosomów. DNA tego chromosomu liczy około 135 milionów par nukleotydów, co stanowi około 4-4,5% materiału genetycznego komórki człowieka. Ustalono, że znajduje się na nim 800-1200 genów.

## Geny
Niektóre geny mające swoje locus na chromosomie 10:
- CDH23: koduje białko CDH23 (cadherin-like 23)
- CXCL12: koduje białko SDF-1
- EGR2: koduje białko EGR2 (early growth response 2)
- ERCC6: koduje białko ERCC6, zaangażowane w proces naprawy DNA przez wycinanie pojedynczych nukleotydów
- FGFR2: koduje receptor czynnika wzrostu fibroblastów FGFR2
- PCBD1: koduje białko syntazy 6-pirogronianotetrahydrobiopteryny (EC 4.6.1.10)
- PCDH15: koduje protokadherynę 15
- PTEN: gen supresorowy, koduje białko PTEN (phosphatase and tensin homolog)
- RET: protoonkogen, koduje białko RET
- UROS: syntaza uroporfirynogenu III.

## Choroby
Niektóre z chorób związanych z mutacjami w obrębie chromosomu 10:
- zespół Aperta
- zespół Beare’a-Stevensona
- choroba Charcota-Mariego-Tootha
- zespół Cockayne’a
- wrodzona porfiria erytropoetyczna
- zespół Cowden
- zespół Crouzona
- zespół Jacksona-Weissa
- mnoga gruczolakowatość wewnątrzwydzielnicza typu 2
- zespół Pfeiffera
- porfiria
- zespół Imerslund-Gräsbecka
- niedobór tetrahydrobiopteryny
- zespół Ushera
- choroba Wolmana.